# Мейердресс, Эрвин
Хуберт-Эрвин Мейердресс (нем. Hubert-Erwin Meierdress; 11 декабря 1916, Везель, Рейн — 4 января 1945, Дунаальмаш, Венгрия) — штурмбаннфюрер СС, кавалер Рыцарского креста Железного креста с Дубовыми листьями.

## Карьера
15 февраля 1933 года вступает в Гитлерюгенд, 4 апреля 1934 — в НСДАП (№ 3601911), 1 августа 1934 — в СС (№ 265243).
Зачислен в «Лейбштандарте СС Адольф Гитлер». В 1939 году окончил юнкерское училище СС в Брауншвейге. 1 мая 1939 года назначен командиром взвода 13-й роты штандарта СС «Фюрер». С 20 октября 1939 служит в 1-м дивизионе артиллерийского полка СС в составе дивизии СС «Тотенкопф». На советско-германском участке фронта командовал батареей штурмовых орудий StuG III в составе артиллерийского полка СС. Отличился в боях в Демянском котле. 18 февраля 1942 был тяжело ранен и через 3 дня эвакуирован. 13 марта Хуберт-Эрвин Мейердресс был награждён Рыцарским крестом Железного креста. 1 апреля 1942 переведён в учебный запасной артиллерийский полк СС, и после окончания курсов в танковом училище в Вюнсдорфе 14 ноября 1942 переведён в 3-й танковый полк СС своей дивизии, где возглавил 1-й батальон. 5 октября 1943 года получил Дубовые листья к Рыцарскому кресту лично из рук Гитлера за многочисленные успехи его подразделения. 20 сентября 1943 года направлен в учебный запасной танковый полк СС, но уже к январю 1944 вернулся вновь в дивизию. 4 января 1945 года погиб в бою близ дер. Дунаальмаш.

## Звание
- Унтерштурмфюрер — 20 апреля 1939
- Оберштурмфюрер — 9 ноября 1940
- Гауптштурмфюрер — 20 апреля 1942
- Штурмбаннфюрер — 30 января 1944

## Награды
- Железный крест 2-го класса
- Железный крест 1-го класса (15 января 1942)
- Медаль «За зимнюю кампанию на Востоке 1941/42»
- Нагрудный знак За ранение в золоте
- Нагрудный знак За ближний бой в серебре
- Рыцарский крест (13 марта 1942)
  - Дубовые листья (5 октября 1943)
- Кольцо «Мёртвая голова»